# Ascalapha
Ascalapha is een geslacht van nachtvlinders uit de familie spinneruilen (Erebidae).

## Soorten
- Ascalapha odorata (Linnaeus, 1758)